# Всяко нещо има свое време
„Всяко нещо има свое време“ е петият студиен албум на българската поп/кънтри певица Росица Кирилова. Издаден е през 1990 от Балкантон.

## Песни
1. „Всяко нещо има свое време“ (3,26)
2. „Месечинко, чакай“ (4,22)
3. „Еманципирана жена“ (2,32)
4. „Ден като всеки друг“ (4,40)
5. „Сърдечна криза“ (3,27)
6. „Щастие не се купува“ (3,54)
7. „Ден до пладне“ (3,17) – м. Зорница Попова
8. „Моя страна“ (3,56)
9. „Истинско лято“ (3,50)
10. „Премълчани думи“ (4,07)
11. „Като човек на гара“ (3,35)
12. „Мой добър Пиеро“ (3,20) – м. Зорница Попова